# Закон за авторското право на САЩ
Законът за авторското право на САЩ (на английски: United States copyright law) е федерален закон на САЩ, който определя правната рамка за защита на авторско право върху изобретения, произведение на изкуството във всички щати на САЩ.
Той е част от федералното право на САЩ и се основава върху чл. 1, т. 8, ал. 8 на Конституцията на САЩ, известна още като алинея за авторските права, която гласи:
„The Congress shall have Power [...] To promote the Progress of Science and useful Arts, by securing for limited Times to Authors and Inventors the exclusive Right to their respective Writings and Discoveries.“
неофициален превод: Конгресът следва да има властта ... да поощрява прогреса на науката и полезните изкуства чрез защита за ограничено време на изключителни права на авторите и изобретателите върху техните съответни творби и открития.
Тази алинея е основа както на Закона за авторското право („наука“, „автори“, „творби“), така и на Патентния закон на САЩ („полезни изкуства“, „изобретатели“, „открития“). Тя включва допустимите ограничения върху обхвата на защитаваните права (изключителни права върху техните творби и открития) и продължителността (във времето) за авторските права и патентите.